# Детдом (посёлок)
Детдом (каз. Детдом) — исчезнувший посёлок в Мендыкаринском районе Костанайской области Казахстана. Входил в состав Первомайского сельского округа. Упразднён в 1990-е годы.

## Население
По переписи 1989 года в посёлке проживало 12 человек. Национальный состав: казахи — 33 %, русские — 66 %.